# Goagiu
Goagiu (węg. Gagy) – wieś w Rumunii, w okręgu Harghita, w gminie Avrămești. W 2011 roku liczyła 607 mieszkańców.